# Salamanders
Salamanders (Caudata) zijn een groep van gewervelde dieren die behoren tot de klasse amfibieën. De andere amfibieën behoren tot de kikkers (Anura) en de wormsalamanders (Gymnophiona). Alle families van tegenwoordig levende salamanders worden ingedeeld in de groep Urodela. De wetenschappelijke naam Caudata betekent staartdragend, verwijzend naar de relatief lange staart. Ook de naam Urodela heeft een dergelijke betekenis. De oorsprong van de naam salamander is onzeker, maar is mogelijk afgeleid uit het Perzische sām - andarūn wat vrij vertaald gif van binnen betekent.
Salamanders zijn wat betreft levenswijze in te delen in drie groepen: de landsalamanders die het water in principe niet betreden, de watersalamanders die gedurende een deel van het jaar in het water te vinden zijn en ten slotte de strikt aquatische soorten, zoals de familie olmachtigen. Deze indeling komt echter niet terug in de taxonomische indeling van de salamanders in verschillende families. Een voorbeeld zijn de Europese watersalamanders uit de geslachten Triturus, Lissotriton en Mesotriton. Deze soorten behoren tot de echte salamanders (Salamandridae), waartoe ook de typisch landbewonende vuursalamander (Salamandra salamandra) behoort. Een ander voorbeeld zijn sommige soorten uit de Eurycea-groep die tot de (meestal landbewonende) longloze salamanders behoren maar strikt aquatisch en grotbewonend zijn.
Veel soorten komen in oppervlaktewater uit het ei als larve en metamorfoseren ook in het water, andere soorten zijn eierlevendbarend. Alle salamanders leven op vochtige plekken en ze zijn ook het meest actief bij vochtig weer. In tegenstelling tot hagedissen, waar salamanders morfologisch op lijken en soms mee verward worden, hebben ze geen schubbenhuid en zijn vaak zeer gevoelig voor uitdroging. Dit heeft ook met de ademhaling te maken, het grootste deel van de salamanders ademt via de huid die hierdoor altijd vochtig moet blijven.

## Evolutie

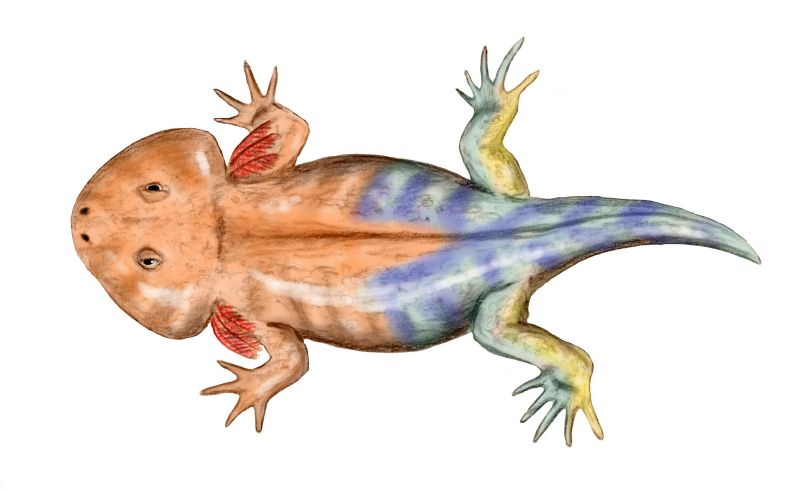
Karaurus sharovi uit het Jura, Kazachstan

Salamanders zijn bekend vanaf het Jura, zo'n 187 tot 144 miljoen jaar geleden. De Karauridae zijn een uitgestorven familie van salamanderachtige dieren waarvan niet bekend is of het nu de voorouders zijn van de moderne salamanders of dat het gaat om een volledig uitgestorven zijtak van de amfibieën. Het is nog niet duidelijk waar de grens ligt tussen de visachtige voorouders van de salamanders en de voorouders van andere amfibieën zoals de kikkers, die uit salamanderachtige dieren zijn ontstaan.
De huidige vormen zijn nauwelijks veranderd sinds de verschijning van de eerste salamanders, de meeste moderne families zijn niet recentelijk ontstaan maar zijn ook bekend als fossiel. Een voorbeeld is de familie olmachtigen, waarvan fossielen zijn aangetroffen uit het Beneden-Krijt.
Een moeilijkheid van de studie naar de evolutie van de salamanders is dat de skeletten relatief fragiel zijn en moeilijk fossiliseren. Ze zijn zeer zeldzaam en als er al resten worden gevonden zijn deze vaak grotendeels vergaan.
Een anekdote in het verhaal van de evolutie van de salamanders is de vondst van een reuzensalamander in Duitsland uit het Boven-Tertiair. Door de Zwitserse onderzoeker en arts Johann Jakob Scheuchzer werd het skelet aangezien voor een mens die het slachtoffer was geworden van de zondvloed. Hij noemde het fossiel Homo diluvii testis: getuige van de zondvloed. Het fossiel werd in 1802 aangekocht door het Teylers museum in Haarlem waar het nu nog bezichtigd kan worden. In 1812 werd het fossiel onderzocht door Georges Cuvier die herkende dat het om een soort reuzensalamander ging. De naam van dit nieuwe genus was Andrias en betekent mensbeeld, het werd daarna ook gebruikt voor de Japanse en de Chinese reuzensalamander. Tegenwoordig komen de salamanders uit het geslacht Andrias alleen nog voor in China en Japan maar er zijn naast Azië en Europa ook fossielen bekend uit Noord-Amerika. Hier leeft nog wel de sterk verwante modderduivel (Cryptobranchus alleganiensis).

## Verspreiding

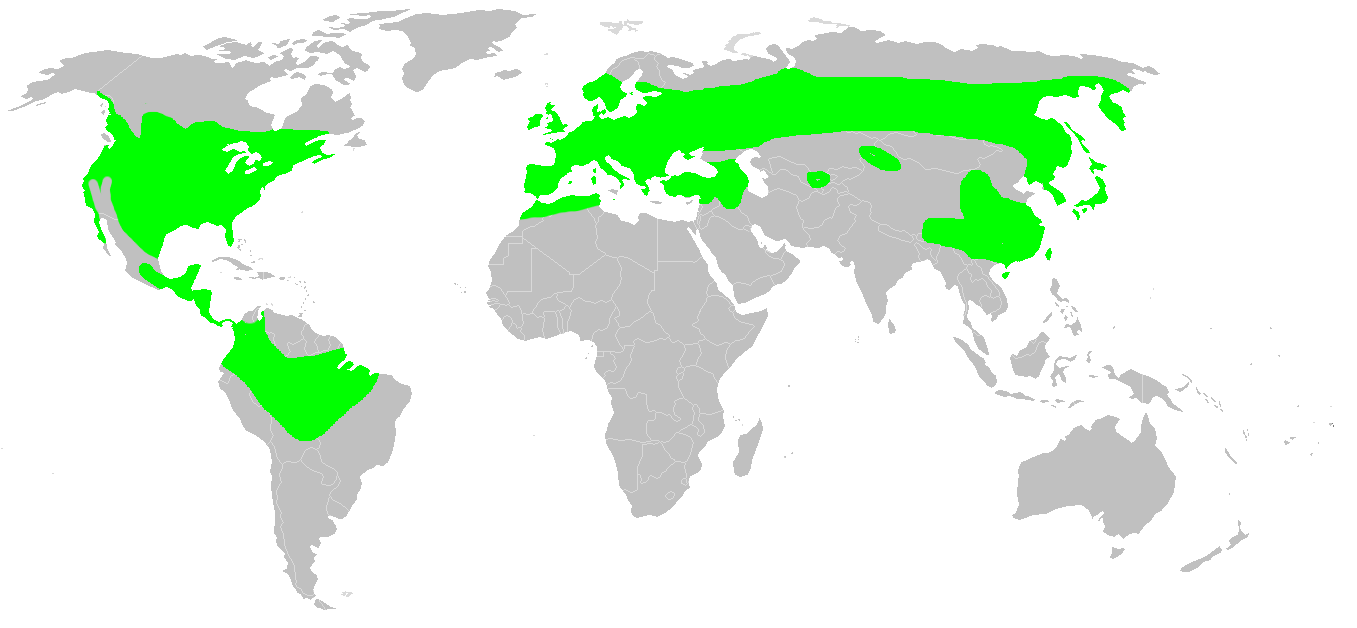
Verspreidingskaart van de salamanders.

Salamanders komen voornamelijk voor in Noord- en Zuid-Amerika, Europa en Azië. In Afrika komen de salamanders alleen in het uiterste noorden voor in Algerije, Marokko en Tunesië en worden maar door twee soorten vertegenwoordigd; Pleurodeles nebulosus en Salamandra algira. Op het Arabisch Schiereiland komen de salamanders alleen in het uiterste noorden voor, tot het noorden van Iran.
In Europa komen salamanders overal voor behalve het noorden, grofweg boven de 65e breedtegraad. Het verspreidingsgebied strekt zich via Rusland uit tot Azië in een brede strook van ongeveer de 65e tot de 50e breedtegraad, het noorden van Kazachstan evenals het uiterste noorden van Mongolië. In westelijk Azië komen slechts enkele soorten voor in twee geïsoleerde gebieden rond Oezbekistan en Kirgizië en in het grensgebied tussen China en Kazachstan. In oostelijk Azië komen salamanders alleen voor in oostelijk China (inclusief het eiland Hainan), in Taiwan, Vietnam, Japan, Noord- en Zuid-Korea, noordelijk Myanmar, uiterst oostelijk India (Assam) en oostelijk Bhutan.
In Noord-Amerika komen salamanders voor in zuidelijk Canada, op delen van de westelijke provincies Alberta en Brits-Columbia na, en in een groot deel van de Verenigde Staten. Langs de Pacifische kust loopt het verspreidingsgebied door naar zuidelijk Neder-Californië. In het oosten van de Verenigde Staten loopt het verspreidingsgebied door tot in zuidoostelijk Mexico.
In Zuid-Amerika komen de salamanders vooral voor in Brazilië, oostelijk en noordelijk Peru, noordelijk Ecuador, zuidelijk en noordwestelijk Venezuela, uiterst zuidelijk Frans-Guyana en een groot deel van Colombia. Het verspreidingsgebied trekt net ten zuiden voorbij aan de landen Guyana en Suriname. De salamanders komen in het noorden voor in alle landen die tot Midden-Amerika worden gerekend (niet op de Caraïbische eilanden) tot een groot deel van zuidelijk Mexico.
In Australië komen geen salamanders voor. Het is niet bekend of er ooit salamanders hebben geleefd maar weer verdwenen zijn, of nooit het continent hebben bereikt.
De verspreiding van sommige salamanders is nog niet verklaard; bijvoorbeeld de longloze salamanders die in Noord- en Zuid-Amerika leven, op één geslacht na; Hydromantes. Deze soorten komen voor aan de andere kant van de Atlantische Oceaan, in Europa in het Middellandse Zeegebied.

### Salamanders in het Nederlandse taalgebied
Op Aruba, de Antillen en in Suriname komen geen salamanders voor. In Nederland en België komen 5 soorten salamanders voor die allemaal wettelijk beschermd zijn. Enkele soorten staan op de Rode lijst. Het meest algemeen is de kleine watersalamander die in heel België en Nederland voorkomt, zelfs op enkele Waddeneilanden. De soorten uit de geslachten Lissotriton en Mesotriton werden lange tijd ingedeeld in het geslacht Triturus.

## Kenmerken

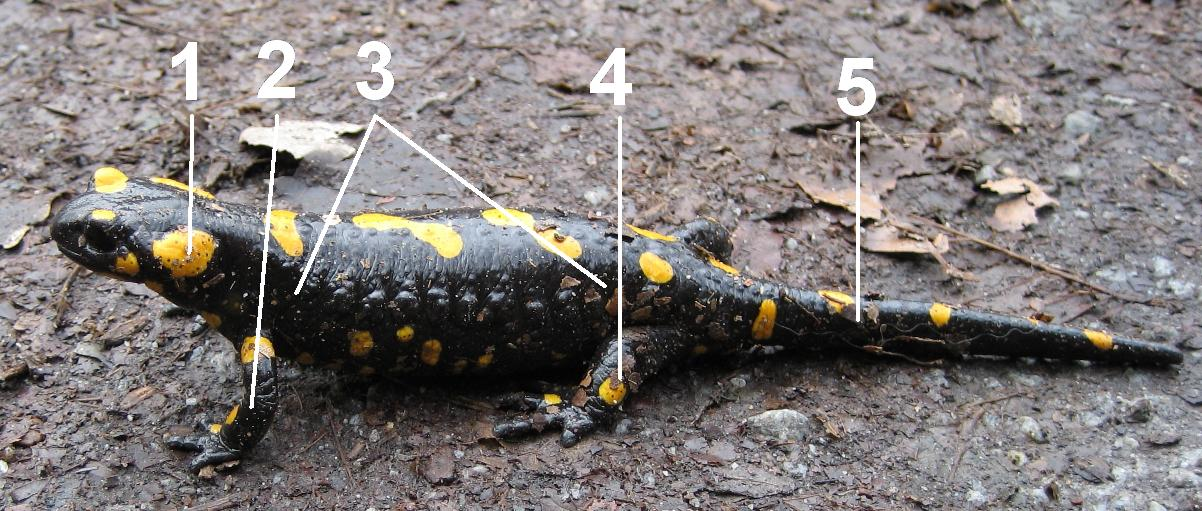
Algemene bouw van een landsalamander, hier een vuursalamander.

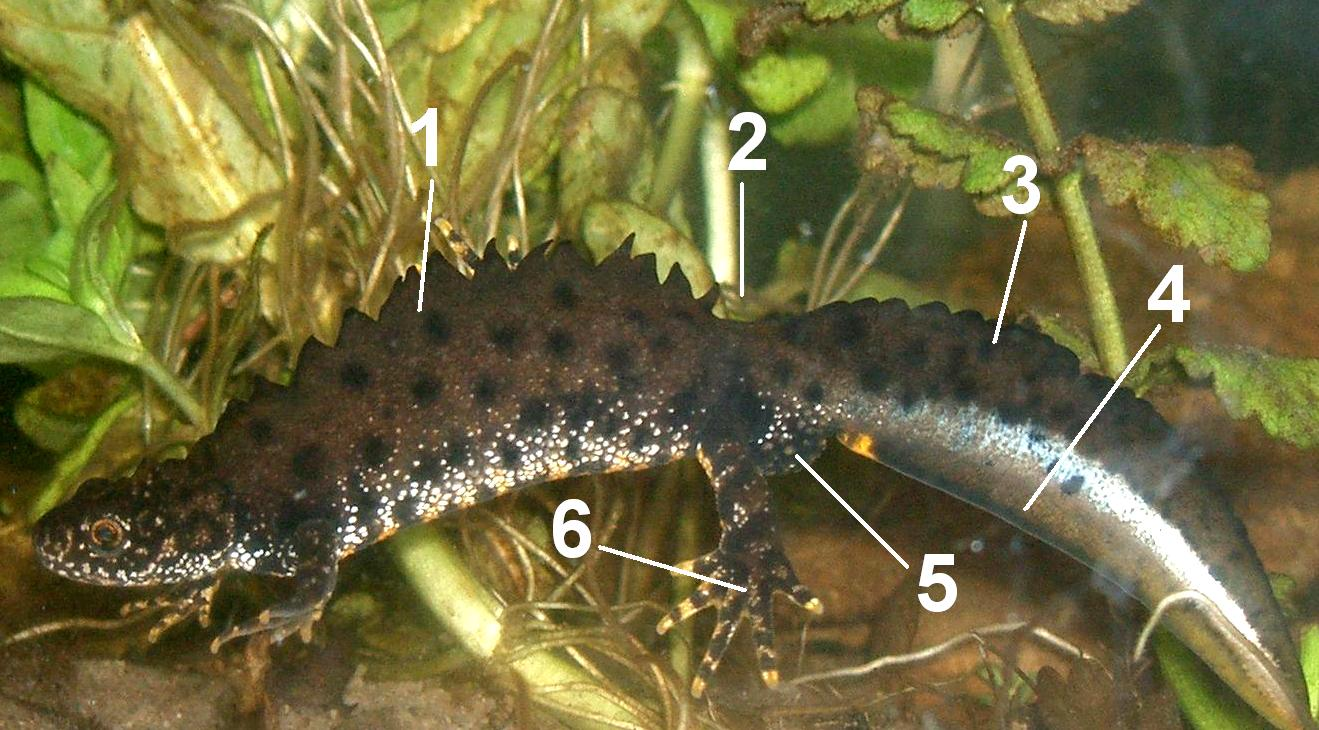
Een watersalamander in waterfase, hier de kamsalamander.

Salamanders zijn er in verschillende kleuren, vormen en maten maar hebben over het algemeen een sterk uniforme lichaamsbouw. Vrijwel alle salamanders hebben vier poten, sommige hebben alleen achterpootjes en enkele soorten hebben helemaal geen poten meer en lijken op een grote worm.

### Uitwendige anatomie
Salamanders hebben een aantal gemeenschappelijke kenmerken en lijken enigszins op wormsalamanders maar verschillen enorm van de grootste groep van amfibieën, de kikkers. In tegenstelling tot kikkers hebben alle salamanders een langwerpig lichaam, relatief kleine pootjes en een staart die minstens een derde van de lichaamslengte beslaat.
Salamanders in de landfase hebben vaak een rond lichaam met duidelijk zichtbare parotoïden of gifklieren (1). De voorpoten (2) en achterpoten (4) zijn goed ontwikkeld en de costale groeven (3) zijn vaak goed zichtbaar. De staart (5) is net als het lichaam meer rond en eventuele kammen zijn verdwenen.
De huid van salamanders is meestal vochtig en voelt nat en koud aan. Vrijwel alle soorten hebben een zeer gladde huid, slechts een handvol salamanders heeft een ruwe huid. Dit in tegenstelling tot de kikkers waarbij juist een groot deel van de soorten een zeer ruwe huid heeft. Voorbeelden van salamanders met een afwijkende huidstructuur zijn de Pyreneeënbeeksalamander (Calotriton asper), waarvan de huid voorzien is van een groot aantal duidelijk zichtbare klieren en de ruwe krokodilsalamander (Tylototriton shanjing) uit China, die een kenmerkend patroon van oranjerode bulten op de rug heeft.
Alle salamanders zijn in belangrijke mate afhankelijk van de huid als ademhalingsorgaan, zie ook onder het kopje ademhaling. De huid is hierdoor zeer dun en sterk doorbloed. In de huid zijn ook de gifklieren gelegen die vooral achter de ogen soms goed zichtbaar zijn. Deze klieren worden de parotoïden genoemd en zijn de belangrijkste gifklieren. Ook rijen klierwratjes op de flanken of op het midden van de rug komen voor. Salamanders hebben maar zelden dorsolaterale lijsten, de huidplooi-achtige klierlijsten die veel voorkomen bij kikkers. Zie voor de giftigheid het kopje verdediging.
De meeste salamanders zijn goed gecamoufleerd en ze vallen hierdoor meestal niet op en hebben maar zelden felle kleuren zoals een aantal kikkers. De meeste soorten hebben een bruine tot groene kleur aan de bovenzijde en een lichtere tot witte kleur aan de buik.
Salamanders die een tijdje in het water leven krijgen in de zogenaamde waterfase een aantal kenmerken. De mannetjes van een aantal soorten hebben een kam (1) die enkel tijdens de waterfase in de paartijd te zien is. De rugkam gaat boven de staartwortel (2) over in de staartkam (3). Bij veel soorten is de kam boven de staartwortel onderbroken en soms is hier een stekelachtige structuur aanwezig. Aan de onderzijde van de staart verschijnt een staartzoom (4). De staart van salamanders in de waterfase is hierdoor sterk zijdelings afgeplat, wat ze in tegenstelling tot landsalamanders een visachtig uiterlijk geeft. Opvallend in de waterfase is ook de sterk vergrote cloaca (5), vooral bij de mannetjes. Sommige soorten ontwikkelen ook zwemvliezen aan de tenen van de achterpoten (6), het bekendste voorbeeld is de vinpootsalamander.
De meeste soorten worden niet zo groot en worden ongeveer 10 tot 15 centimeter lang inclusief staart. Enkele soorten kunnen een lengte van zo'n 30 centimeter bereiken (reuzensalamanders) en de grootste 2 soorten behoren tot het geslacht Andrias. Een voorbeeld is de Japanse reuzensalamander (Andrias japonicus) die een lengte kan bereiken van meer dan een meter.

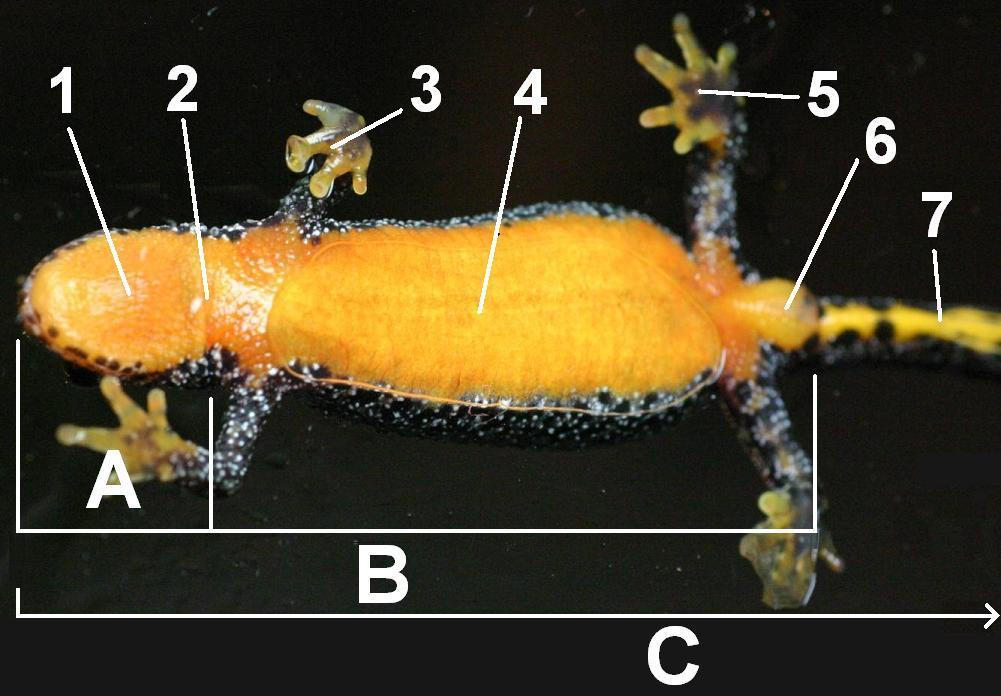
Buikzijde van een salamander, hier een alpenwatersalamander.

De lengte van een salamander wordt vaak in drie maten aangeduid omdat de verhouding wat kan zeggen over welke soort het gaat. De koplengte is met (A) aangegeven, de kopromplengte of kop-cloacalengte (B) is de afstand in millimeters tussen de snuitpunt en het achterste punt van de cloaca. Meestal wordt echter de totale lengte van snuitpunt tot staartpunt (C) als lengtemaat gebruikt. Aan de onderzijde zijn van voor naar achter de keel (1) zichtbaar, die bij de keelplooi (2) gescheiden wordt van de buik (4). Niet alle salamanders hebben een ontwikkelde keelplooi. De voorpoten (3) van salamanders zijn meestal voorzien van vier vingers, de achterpoten (5) dragen in de regel 5 tenen. Helemaal achteraan het lichaam is de cloaca (6) gepositioneerd, die de grens aangeeft tussen het lichaam en de staart (7).

### Inwendige organen
De organen van salamanders zijn qua vorm en functie goed te vergelijken met die van de kikkers. Het spijsverteringsstelsel bestaat uit de mond, slokdarm, maag, dunne- en dikke darm en ten slotte de cloaca, het uitscheidingsorgaan. De cloaca scheidt net als bij alle amfibieën tevens de afvalstoffen van de nieren uit en daarnaast is ook de huid een belangrijk uitscheidingsorgaan. Het enige belangrijke verschil is dat kikkers vrijwel zonder uitzondering goed ontwikkelde longen hebben om kwaken mogelijk te maken, bij salamanders ontbreken longen meestal, zie onder ademhaling verderop.
Ook de bloedsomloop is vergelijkbaar met die van de kikkers en wormsalamanders; salamanders hebben een hart dat bestaat uit twee boezems (atria) en één kamer (ventrikel). Hierin wordt het zuurstofarme en zuurstofrijke bloed gedeeltelijk gemengd wat de efficiëntie van de zuurstofdragende capaciteit van het bloed verlaagt ten opzichte van warmbloedige dieren, die twee ventrikels hebben en het zuurstofarme en zuurstofrijke bloed gescheiden blijft.

### Ademhaling
Salamanders zijn net als alle amfibieën koudbloedig en hebben relatief weinig zuurstof nodig. Een aantal soorten salamanders ontwikkelt longen, vooral de soorten in Europa. De leden uit de grootste familie, Plethodontidae of longloze salamanders hebben deze niet en meer dan 65% van alle soorten behoort tot deze groep. De longen zijn vrijwel volledig verloren gegaan omdat de ademhaling geschiedt door de huid en daarnaast door zuurstofopnemende cellen in het mondslijmvlies. Bij soorten die wel longen hebben zijn deze primitief van bouw; de longen zijn een soort zak en geen sponsachtige structuur zoals de longen van zoogdieren. De huid is bij de salamanders het belangrijkste ademhalingsorgaan en is zeer goed doorbloed. Bij de kikkers zijn ondanks het veel hogere soortenaantal longloze soorten een grote uitzondering. Dit heeft te maken met het feit dat kikkers hun kwaakblaas gebruiken voor de communicatie, waar ze de longen voor gebruiken. Kwaken kan geen enkele salamander, wel kunnen enkele soorten piepende tot sissende geluiden produceren bij hantering.
De op levende prooien jagende larven van salamanders ademen door uitwendige kieuwen. Deze zijn homoloog aan de inwendige kieuwen van de vissen en oudere kikkervisjes maar inwendige kieuwen zouden het eten van heel grote prooien verhinderen. De larven van kikkers leven meestal van dood materiaal, ze verliezen veel sneller hun (kwetsbare) uitwendige kieuwen.

## Levenswijze
Salamanders zijn in de regel nachtactief, alleen soorten die tijdens de voortplanting het water opzoeken zijn overdag te zien. Omdat ze dan in het water leven drogen ze niet uit. Veel soorten houden zich zelfs 's nachts schuil bij droog weer en komen alleen tevoorschijn gedurende vochtig weer of na regenbuien. In meer gematigde streken zoals België en Nederland is het in de winter te koud voor salamanders. Omdat ze koudbloedig zijn (meer specifiek ectotherm) kunnen salamanders niet overleven in een te koude omgeving. Alle soorten houden daarom een winterslaap. De dieren kruipen dan weg in holen, onder objecten of tussen de boomwortels, sommige soorten overwinteren in de modder op de bodem van het water. Het metabolisme staat dan op een zeer laag pitje, zodat ze geen voedsel hoeven te zoeken.
Andersom gaat het ook op; in heel warme streken wordt het warme, droge seizoen ondergronds doorgebracht tot de regentijd aanbreekt. Dit wordt de zomerslaap of de estivatie genoemd. Sommige salamanders kunnen zeer slecht tegen droogte, vooral de strikt in water levende soorten zoals de sirenen. Andere soorten, zoals de molsalamanders, hebben en meer lederachtige huid en kunnen zich lange tijd ophouden in een hol onder de grond om de droge periode uit te zitten. De salamanders zijn niet zo goed op droogte aangepast als de kikkers, ze ontbreken in delen van de wereld waar het erg droog is, zoals grote delen van Afrika en geheel Australië.
De meeste salamanders zijn landbewoners, een aantal leeft in het water en enkele soorten leiden een gravend bestaan. Van de Siberische landsalamander is een waarneming bekend van een exemplaar dat zich ophield in een hol met een diepte van 14 meter
De biotopen waar salamanders voorkomen kunnen sterk verschillen, van laagveengebieden tot alpenweiden, en in verschillende typen bos zoals gemengd bos, loofbos en elzenbroekbos. Ook in gebieden met een meer open structuur zijn een geschikte habitat, zoals de oever van rivieren, weiland, toendra, steppe en savanne. Sommige soorten zijn zelfs volledig aangepast aan een leven in grotten en zijn troglobiet, enkele salamanders zijn zelfs stygobiet; ze leven in het water van volledig duistere grotten, een voorbeeld is de olm.

### Voortplanting en ontwikkeling

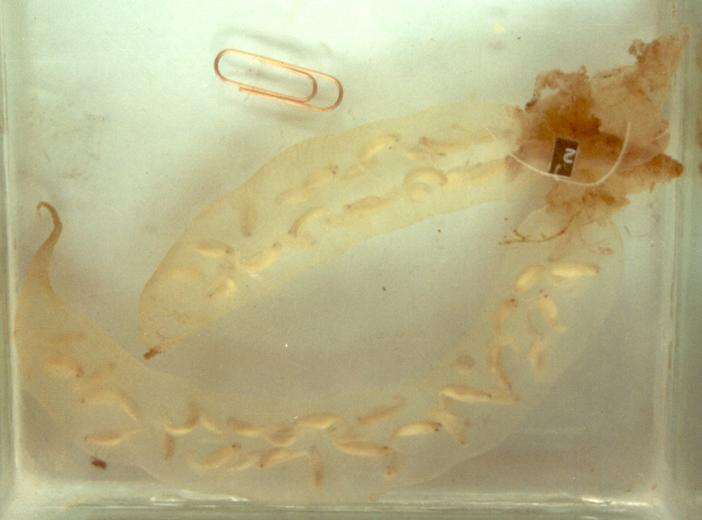
Eierzak van Paradactylodon gorganensis

Salamanders sporen elkaar in de voortplantingstijd op door middel van visuele waarneming maar ook de geur wordt gebruikt, vooral bij soorten die in het water leven. Als een koppeltje elkaar gevonden heeft wordt het vrouwtje door het mannetje besnuffeld en vindt de balts plaats. Net zoals iedere soort kikker een uniek lokgeluid maakt met de kwaakblaas, hebben de mannetjes van salamanders een soortspecifieke balts om de vrouwtjes te prikkelen. Deze bestaat uit een soort 'dansje' dat door het mannetje wordt uitgevoerd. Mannetjes van soorten die in het water leven zwemmen vaak ongeduldig om het vrouwtje heen en krullen de staart naast het lichaam waarbij stevig met de staart gewapperd wordt. Hierdoor ontstaan golfjes in het water naar het wijfje, van sommige soorten is bekend dat het mannetje geurstoffen uitscheidt die door de wapperende staart naar het wijfje worden gevoerd.
Als het vrouwtje paringsbereid is vindt de zaadoverdracht plaats, wat overigens een zeer decadent gebeuren is bij salamanders. Het mannetje wandelt naar het vrouwtje en zet een zaadpakketje af op het substraat, waar het vrouwtje vervolgens overheen wandelt en het in haar cloaca opneemt. Er vindt dus een inwendige bevruchting plaats maar van een echte paring is dus geen sprake, al zijn er enkele uitzonderingen. Soorten die in snelstromende wateren leven, omstrengelen elkaar vaak waarbij het mannetje het vrouwtje bijt en met zijn gekrulde lichaam op haar plaats houdt. Dit is waarschijnlijk een aanpassing op het snelstromende water, zodat het zaadpakketje van het mannetje niet wegspoelt.
De primitievere soorten zetten de eitjes in het water af en plakken ze stuk voor stuk aan planten of stenen, soms in kleine groepjes. Hoger ontwikkelde salamanders zetten de eitjes af op het land, tussen bladafval of onder stenen. Op het moment dat het ei is afgezet begint het embryonale stadium, waarbij het ronde ei steeds meer een platte halvemaan-vorm begint te krijgen. Bij salamanderembryos is de rugzijde de langste zijde van de 'halve maan', bij kikkerlarven is dit precies andersom en is de buikzijde langer. Na enige tijd begint het embryo te groeien en worden kop en staart zichtbaar. Het duurt meestal niet lang meer voor de juveniele salamander het ei verlaat. Bij soorten die de eieren in het water afzetten kruipen larven uit het ei, die eerst het larvale stadium doorlopen. De larven van salamanders zijn altijd langwerpig en hebben een lange staart en kleine pootjes. Ze jagen meestal op kleine waterdiertjes en liggen in een hinderlaag te wachten maar kunnen snel wegschieten bij gevaar. De larve ademt door veerachtige kieuwen.

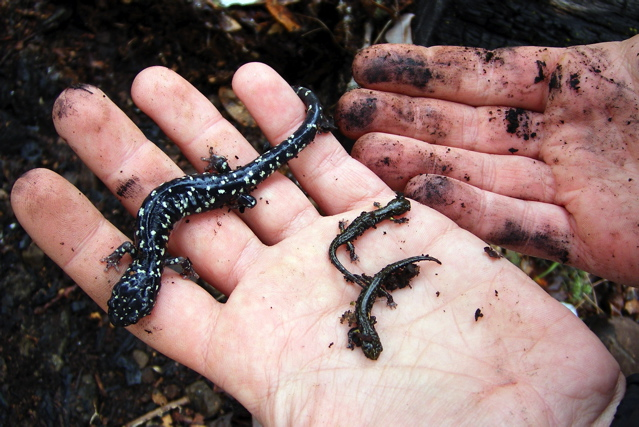
De vrouwelijke zwarte salamander beschermt haar eitjes tot de volledig ontwikkelde jongen uitkomen en wordt vaak met de juvenielen aangetroffen.

De larven lijken niet op kikkervisjes: het zijn vleeseters en ze lijken qua vorm en bouw al meteen op hun ouders. Vaak zijn de achterpootjes echter onderontwikkeld bij pasgeboren larven en ook is de kleur vaak anders, ze hebben veel minder pigmenten. Ook hebben ze uitwendige kieuwen, die bij de meeste soorten weer verdwijnen bij de metamorfose. Deze is minder ingrijpend dan bij de kikkers, omdat deze in tegenstelling tot salamanders hun staart volledig verliezen.
Het verschijnsel neotenie is bij de salamanders echter niet ongewoon, hierbij behoudt een volwassen exemplaar de kenmerken van de larve. Zo blijft het lichaam visachtig afgeplat en ook de uitwendige kieuwen blijven behouden, zo is het dier beter aangepast aan een leven onder water. Dit komt veel voor bij soorten die in grotten leven.
Enkele soorten kennen een voor amfibieën unieke vorm van ontwikkeling; ze zijn eierlevendbarend. Hierbij komen de eieren al uit in het lichaam van de moeder die de larven een tijdje meedraagt. Van de vuursalamander (Salamandra salamandra) is bekend dat de jongen soms een van hun ongeboren broertjes of zusjes opeten. Bij de kikkers is een dergelijk gedrag nog niet beschreven, al zijn er wel enkele soorten die de jongen levend ter wereld brengen (Nectophrynoides).
De meeste salamanders kijken niet meer om naar het legsel zodra deze is afgezet, maar sommige soorten kennen een vorm van broedzorg waarbij de eitjes of de jongen een tijdje worden bewaakt. Een voorbeeld is de zwarte salamander (Aneidis flavipunctatus).
Veel salamanders zoals de Nederlandse watersalamanders worden in de natuur ongeveer 5 tot 10 jaar oud. Van sommige molsalamanders is bekend dat ze meer dan 20 jaar oud kunnen worden. De Japanse reuzensalamander (Andrias japonicus) is bekend dat een leeftijd van meer dan 50 jaar kan worden bereikt.

### Voedsel
Alle salamanders zijn zonder uitzondering carnivoor; ze leven van andere dieren. In principe zal een salamander alles proberen te verorberen wat hij op een nachtelijke foerageertocht tegenkomt en niet te groot is om in de bek op te nemen. Op het menu staan voornamelijk wormen, insecten of de larven, kleine spinnen en slakken.
Salamanders die in het water leven, eten kleine waterdiertjes als insectenlarven, zoals larven van kevers, haften en waterjuffers. Soms worden ook wel jonge kikkervisjes gegeten, een voorbeeld is de kamsalamander, die dol is op de larven van de bruine kikker.
Het voedselpatroon verschilt vaak sterk tussen het larvale of juveniele stadium en het adulte stadium van de salamander. Larven van in water levende soorten eten vaak kleine kreeftachtigen als watervlooien, juveniele landbewonende soorten eten kleine prooien als jonge krekels en fruitvliegjes.
Veel salamanders hebben een aan de mond vastgehechte, maar uitklapbare tong die wordt gebruikt om prooien te vangen. De tong wordt razendsnel uitgestoken en grijpt de prooi waarna deze in de bek wordt getrokken. Dit lijkt een beetje op de tong van een kameleon maar de tong van salamanders is relatief veel korter en breder. Een prooi wordt altijd in één keer doorgeslikt en niet vermalen door de kaken of tanden. Salamanders hebben wel tanden maar deze dienen (net als bij kikkers) alleen om de prooi te verankeren in de bek. De prooi wordt doorgeslikt door schrokkende bewegingen te maken met de kop.

### Verdediging
Salamanders hebben vele vijanden zoals vogels, rovende zoogdieren, grote vissen en andere amfibieën zoals kikkers en grotere salamanders. Ter verdediging hebben alle soorten zogenaamde parotoïden; gifklieren achter de ogen die goed zichtbaar zijn bij veel soorten. De gifstoffen veroorzaken meestal niet meer dan irritatie van de slijmvliezen, maar enkele soorten zijn zeer giftig, een voorbeeld is de ruwe salamander (Taricha granulosa), die het gevaarlijke gif tetrodotoxine afscheidt.
Sommige salamanders kennen, net als een aantal kikkers en padden, het zogenaamde unkenreflex, unken is Duits voor vuurbuikpadden. Een voorbeeld is de brilsalamander (Salamandra terdigitata), die de staart boven het lichaam krult zodat de helderrode onderzijde zichtbaar wordt.
Ook kennen een aantal salamanders een trucje dat ook door de hagedissen wordt gebruikt; autotomie ofwel het afwerpen van de staart bij een aanval. Een voorbeeld is de ensatina (Ensatina eschscholtzii), die de staart alleen in levensbedreigende situaties loslaat. De staart blijft vervolgens enkele minuten wild kronkelen om de aandacht af te leiden. Er is beschreven dat de staart aan de bek van slangen blijft plakken, waardoor het opeten van de salamander moeilijker wordt.

### Voortbeweging

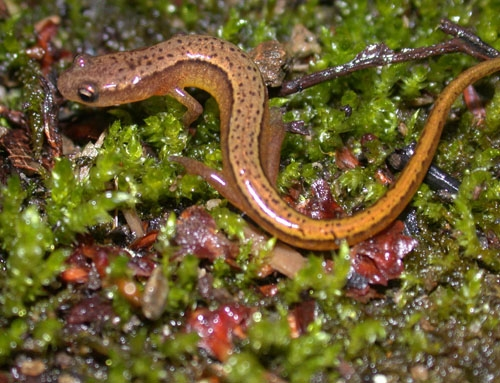
Salamanders bewegen zich slingerend voort, hier de tweestreepsalamander (Eurycea bislineata).

Salamanders bewegen zich op het land op een robotachtige manier voort. Ze kunnen niet springen zoals kikkers maar kruipen door de voorpoot naar voren te bewegen evenals de tegenovergestelde achterpoot, waarbij het lichaam zich in een compenserende, golvende beweging naar de voorpoot beweegt. De achterpoten van vierpotige soorten zijn altijd beter ontwikkeld dan de voorpoten, omdat de achterpoten het lichaam voortstuwen, de functie van de voorpoten is meer het omhoog houden van het lijf. De meeste soorten zijn erg traag, maar er zijn enkele uitzonderingen zoals de goudstreepsalamander (Chioglossa lusitanica), die net zo snel kan rennen als een hagedis.
Soorten die sterk gedegenereerde poten hebben of waarbij de poten geheel ontbreken, zoals wormsalamanders en aalsalamanders, bewegen zich voort op een manier die doet denken aan een slang of een regenworm.
Alle salamanders, waterbewonend of niet, kunnen zwemmen. Ze doen dit door de poten tegen het lichaam te drukken en slingerende, zijwaartse bewegingen te maken met het lichaam en met name de staart.
Ten slotte kunnen enkele soorten verbazingwekkend goed klimmen, zoals de grotten bewonende salamanders uit het geslacht Hydromantes. Deze hebben vliezen tussen de tenen die niet dienen om te zwemmen, maar om het hechtoppervlak van de poten te vergroten. Ook is het lichaam relatief plakkerig, zodat ze loodrecht tegen rotswanden kunnen klimmen.
De vliezen aan de tenen die bij de meeste salamanders dienen om beter te zwemmen, worden door in grotten levende salamanders gebruikt om de grip bij het klimmen op de grotwanden te verbeteren, ook het plakkerige lichaam en de enigszins oprolbare en als grijporgaan gebruikte staart helpen hierbij. Hierdoor kunnen de salamanders loodrecht tegen de grotwanden opklimmen.

## Bedreigingen door de mens
Net als de kikkers gaan salamanders in aantal en verspreidingsgebied achteruit, al is van veel soorten niet precies bekend hoe snel de teruggang verloopt. Dit komt doordat salamanders een zeer verborgen levenswijze hebben wat veldonderzoek bemoeilijkt. Salamanders worden, voor zover bekend, niet aangetast door de wereldwijd om zich heen grijpende schimmel Batrachochytrium dendrobatidis, die een grote bedreiging is voor veel kikkers. Salamanders hebben met name te lijden onder de invloed van de mens;

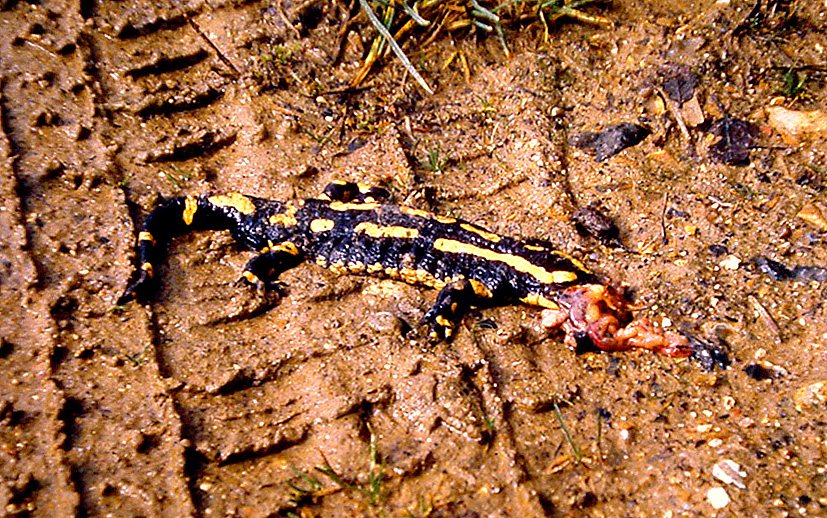
Een door het verkeer platgereden vuursalamander.

- Verkleining, versnippering en destructie van de natuurlijke habitat, dit kan verschillende oorzaken hebben zoals verzuring, houtkap, verdroging door irrigatie, de klimaatverandering en vele andere factoren.
- Verstoring van het leefgebied, zoals het platrijden van dieren door het verkeer.
- Vervuiling door pesticiden en chemicaliën.
- Het vangen van salamanders voor de handel in exotische dieren. Salamanders worden over het algemeen niet als eetbaar beschouwd zoals (de billen van) kikkers op een enkele uitzondering na, zoals de axolotl die in Mexico wordt gekookt en als delicatesse wordt gegeten.
- UV-B straling, de verhoogde stralingsdosis van de laatste decennia tast de eitjes en de juvenielen aan waardoor sterfte en misvormingen ontstaan.
- De introductie van exoten zoals ratten, kikkers of vissen in het leefgebied van de salamander of de larven.

In de praktijk blijkt met name een combinatie van factoren een belangrijke oorzaak van het verdwijnen van salamanders. Als het bijvoorbeeld met een populatie al slecht gaat door vervuiling, kan de introductie van een invasieve predator de populatie van de kaart vegen.
De bescherming van salamanders bestaat uit vangstverboden, het in de natuurlijke staat terugbrengen van braakliggende terreinen en het beschermen van bestaande populaties. In Nederland en België worden soms rigoureuze maatregelen genomen zoals het stilleggen van bouwprojecten als een populatie van een bedreigde salamander wordt gesignaleerd.
Sommige soorten worden in gevangenschap opgekweekt en na enige tijd uitgezet in de natuur, zodat de exemplaren wat groter zijn en een grotere overlevingskans hebben.

## Taxonomie
In februari 2017 waren er 707 verschillende soorten salamanders beschreven. Ter vergelijking; op datzelfde moment waren er 6702 verschillende kikkers en 205 soorten wormsalamanders bekend.
Onderstaand een lijst van families en onderfamilies van salamanders. Er zijn negen verschillende families, waarvan er drie zijn opgedeeld in onderfamilies. Voor een uitgebreidere tabel met afbeeldingen en een beschrijving van iedere familie, zie de lijst van families van salamanders.
- Familie Molsalamanders (Ambystomatidae)
- Familie Aalsalamanders (Amphiumidae)
- Familie Reuzensalamanders (Cryptobranchidae)
- Familie Aziatische landsalamanders (Hynobiidae)
  - Onderfamilie Hynobiinae
  - Onderfamilie Onychodactylinae
- Familie Longloze salamanders (Plethodontidae)
  - Onderfamilie Hemidactyliinae
  - Onderfamilie Plethodontinae
- Familie Olmachtigen (Proteidae)
- Familie Olympusbergsalamanders (Rhyacotritonidae)
- Familie Gewone salamanders (Salamandridae)
  - Onderfamilie Pleurodelinae
  - Onderfamilie Salamandrinae
  - Onderfamilie Salamandrininae
- Familie Sirenen (Sirenidae)

## Afbeeldingen
Huid

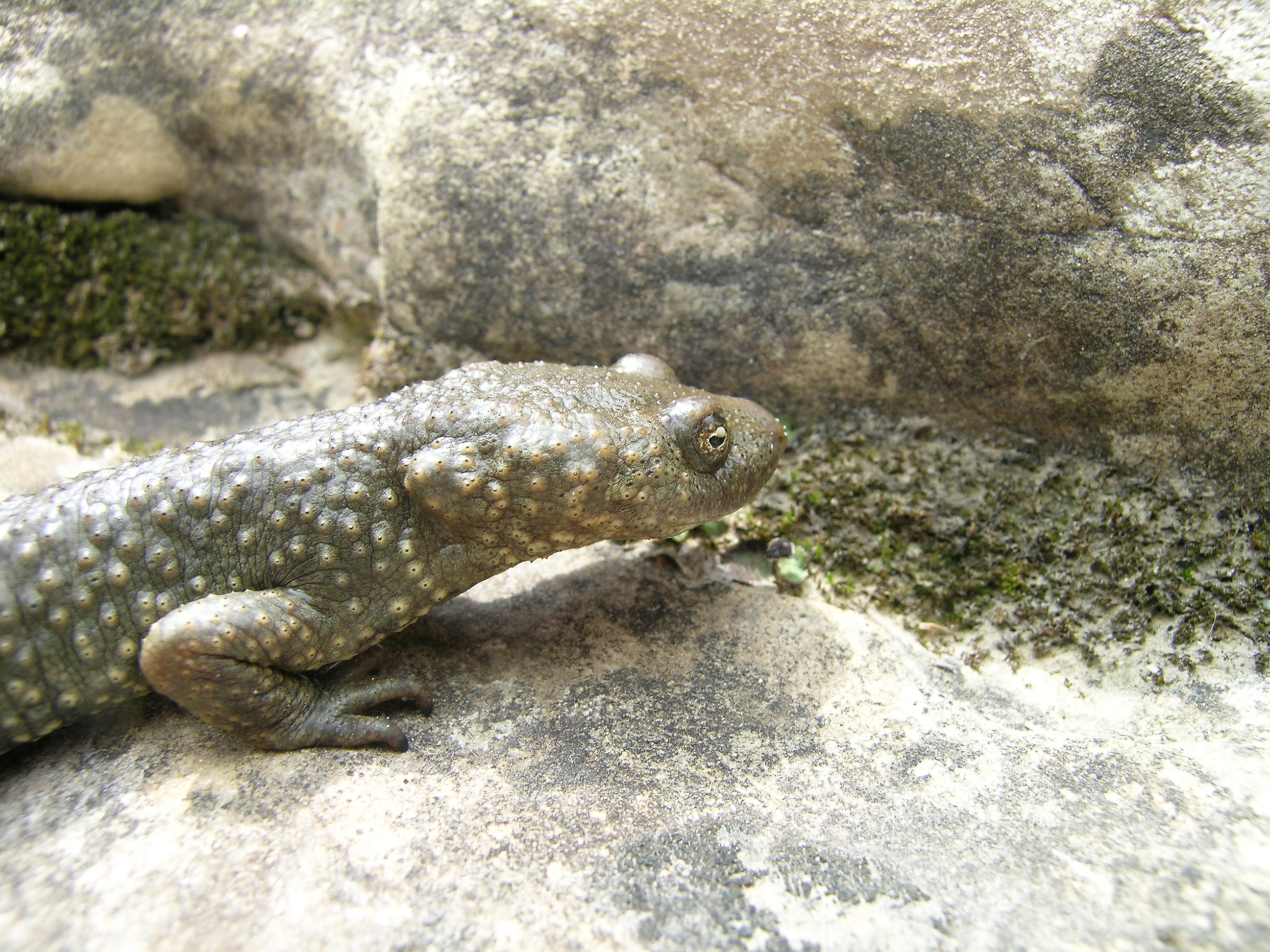
De Pyreneeënbeeksalamander heeft een extreem wrattige huid.
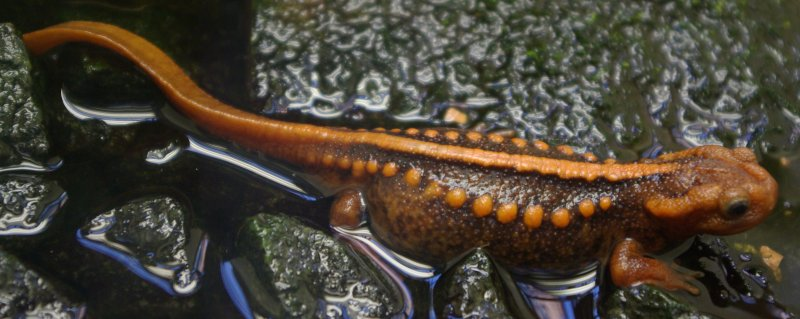
De krokodilsalamander heeft krokodil- achtige verdikkingen.
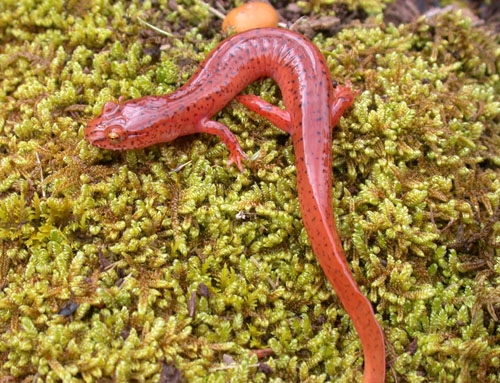
Gyrinophilus porphyriticus heeft een dieprode kleur.
Salamandrine is een stof die gewonnen wordt uit de huid van salamanders.

Voortplanting

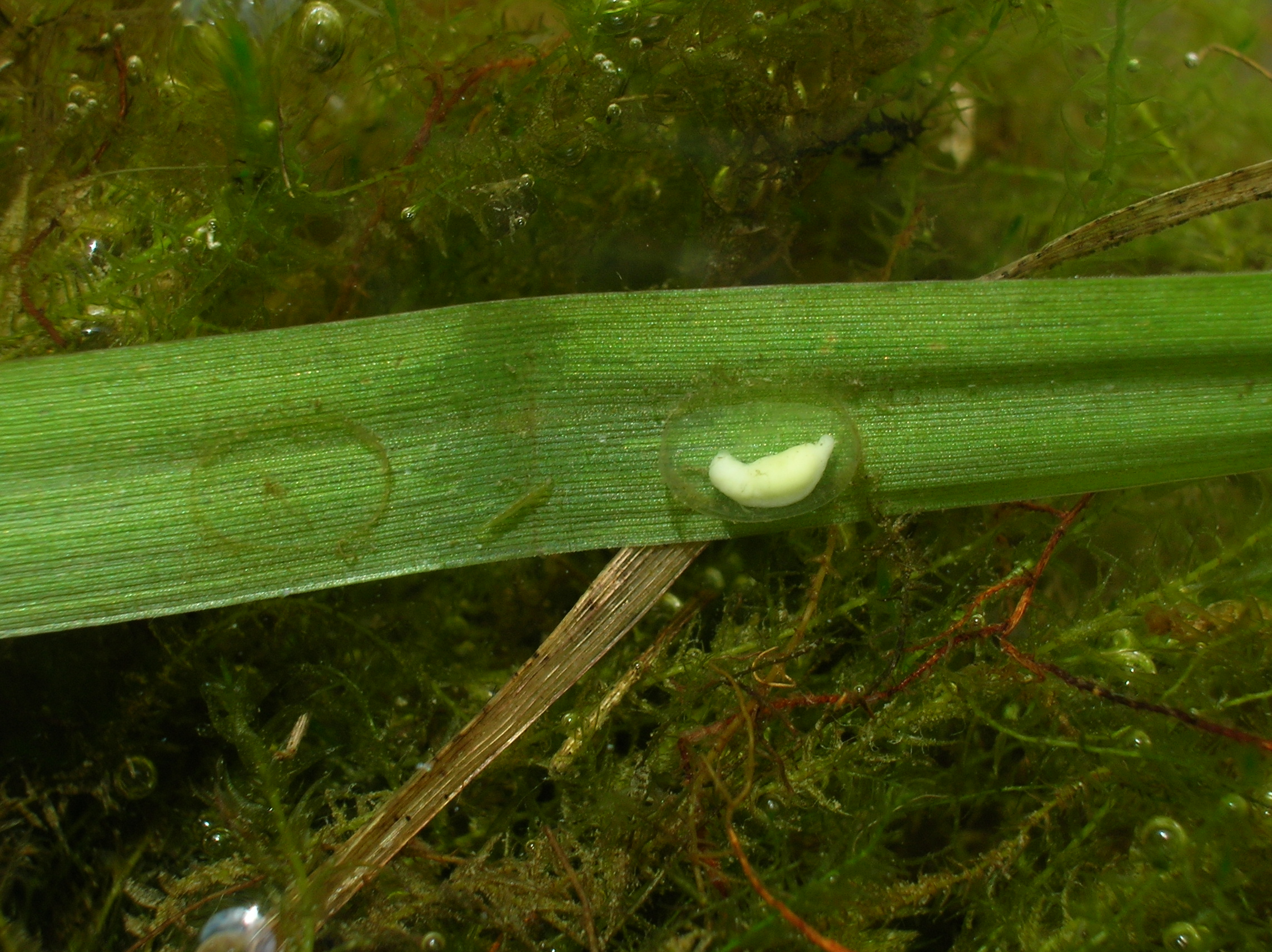
Pas afgezet ei.
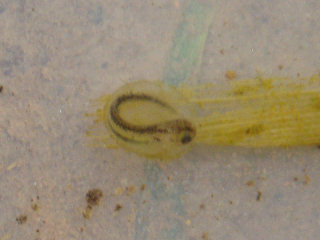
Ei met bijna volgroeid embryo.
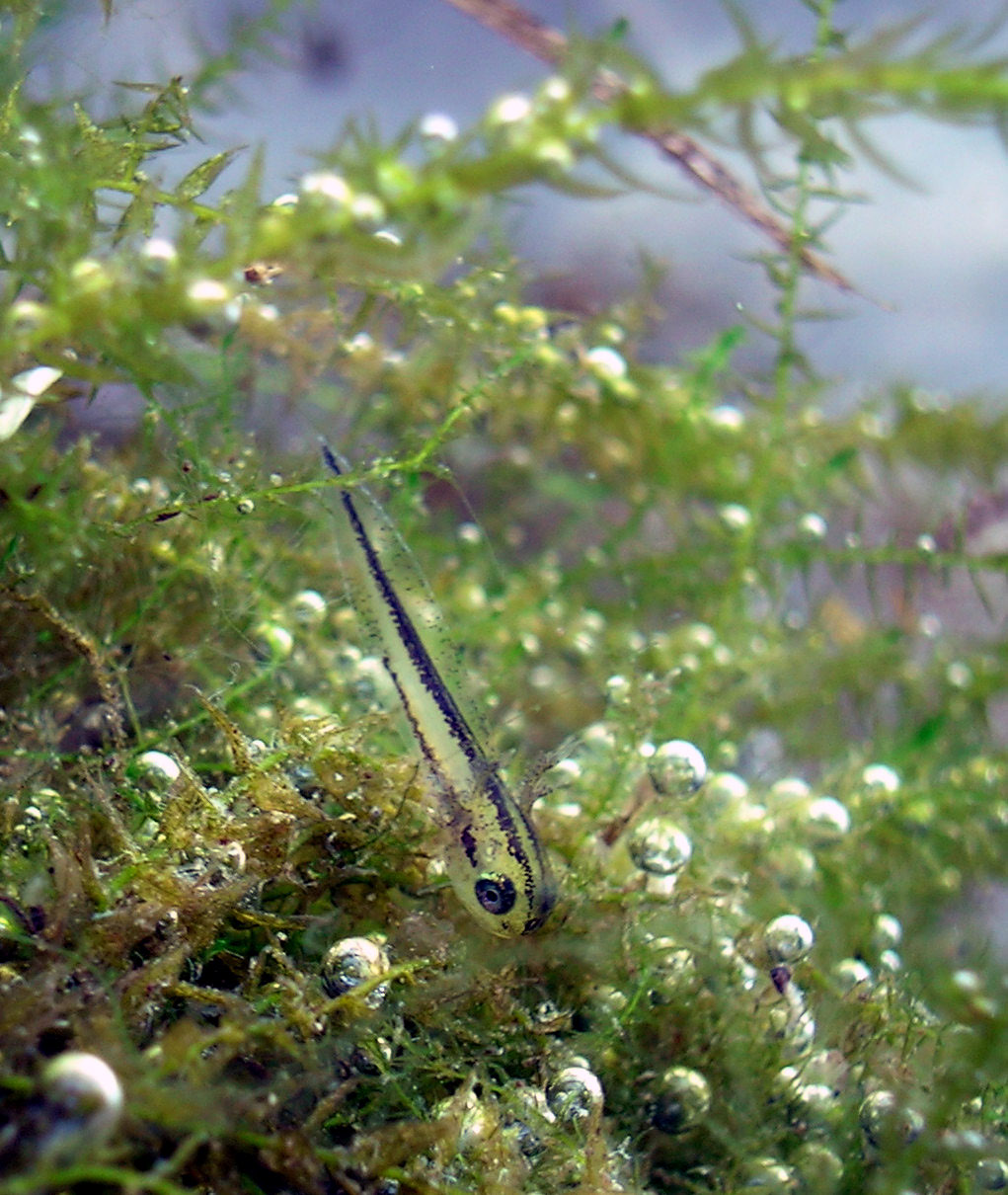
Pas uitgekomen larve.
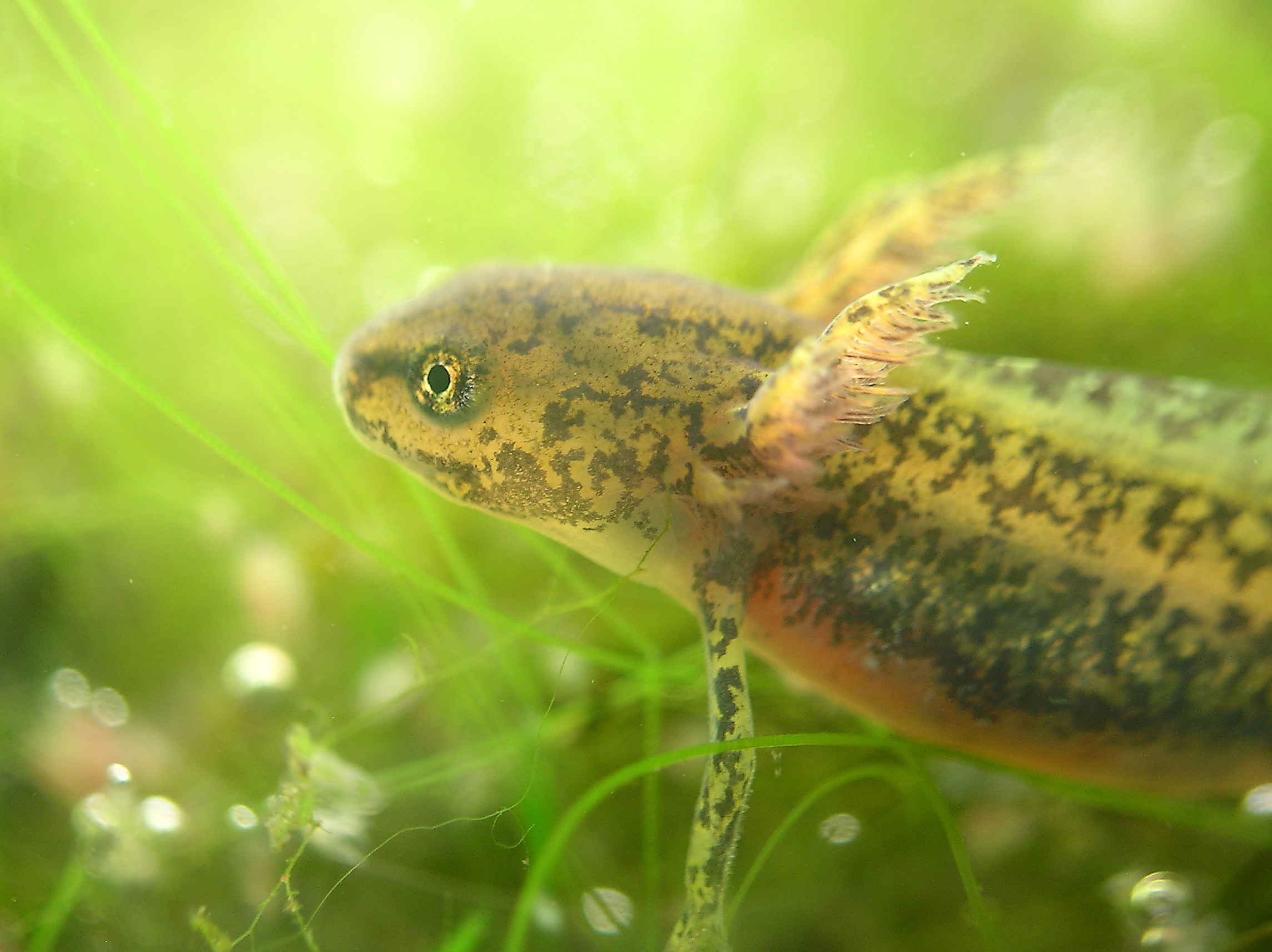
Wat oudere larve van de alpenwatersalamander.

Voedsel

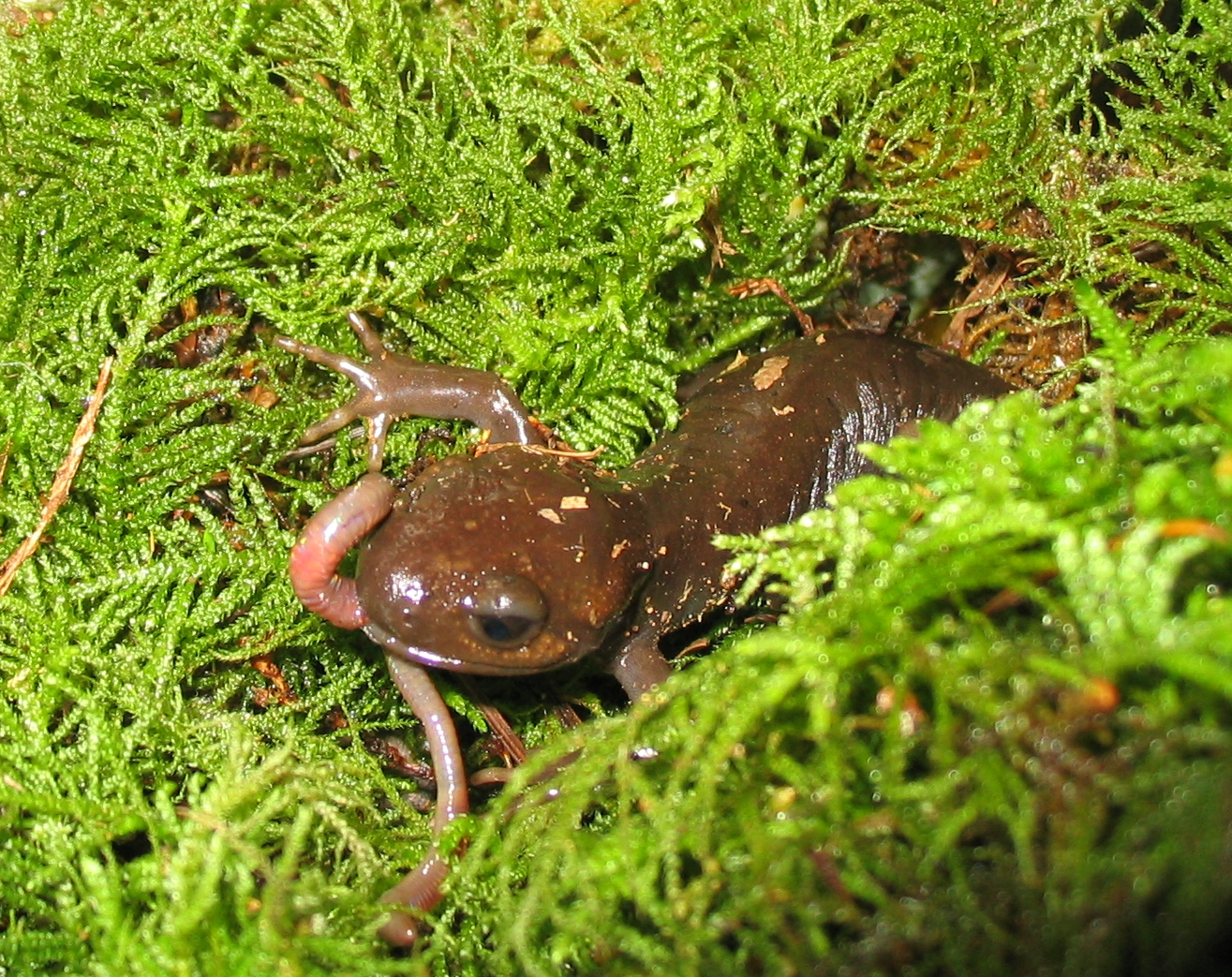
Een landsalamander eet een regenworm.
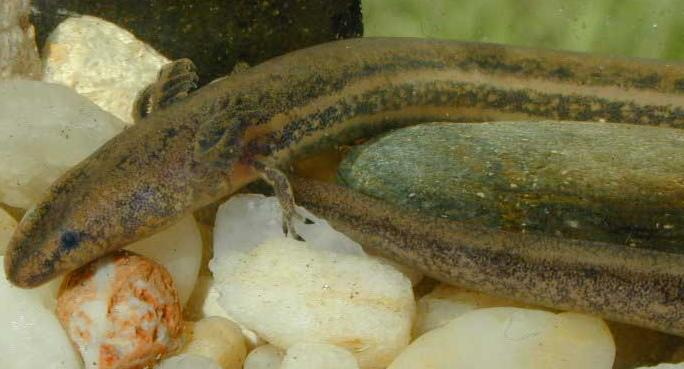
Pseudobranchus striatus foerageert tussen de kiezelstenen.
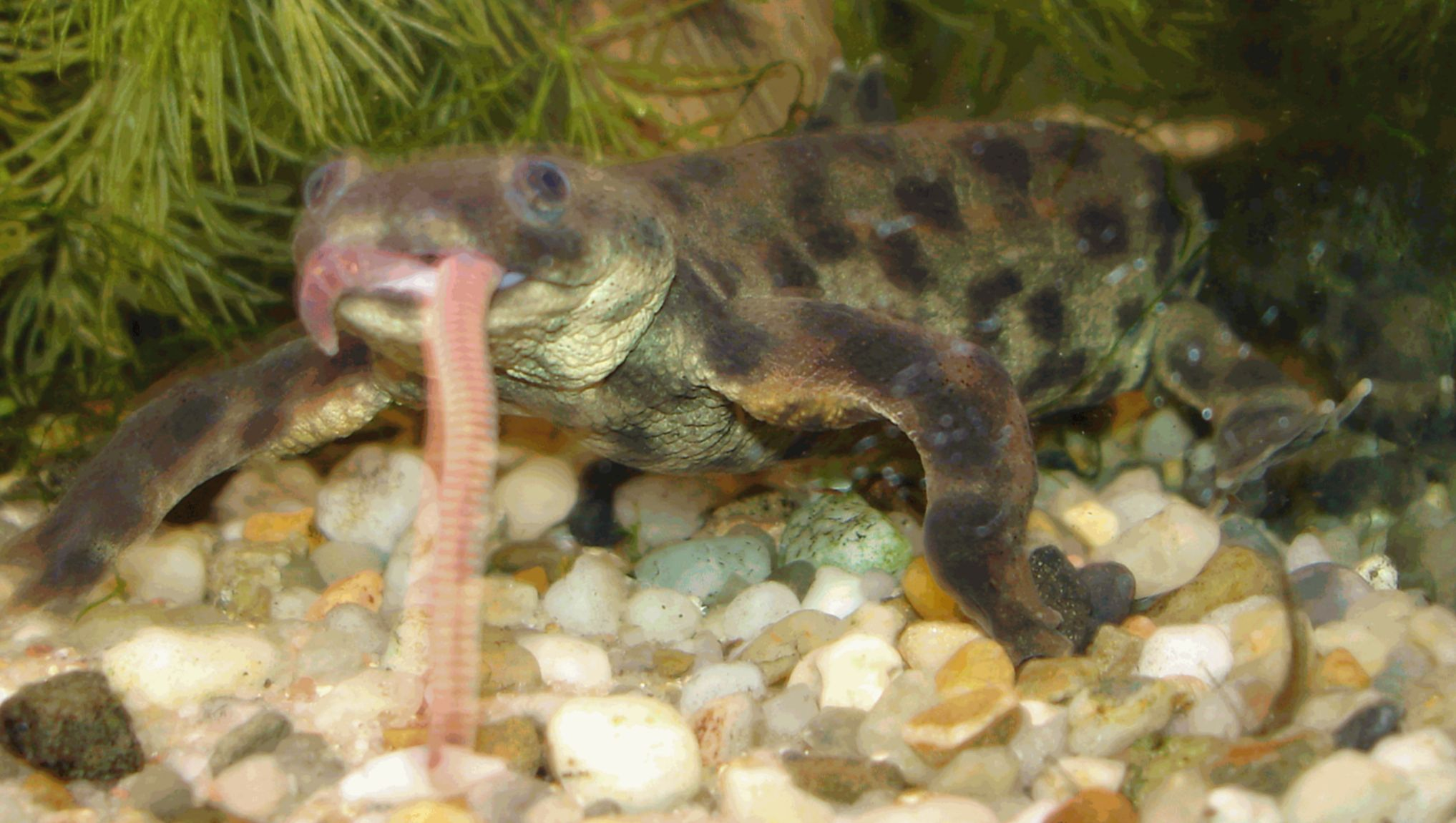
Ribsalamander eet een regenworm.
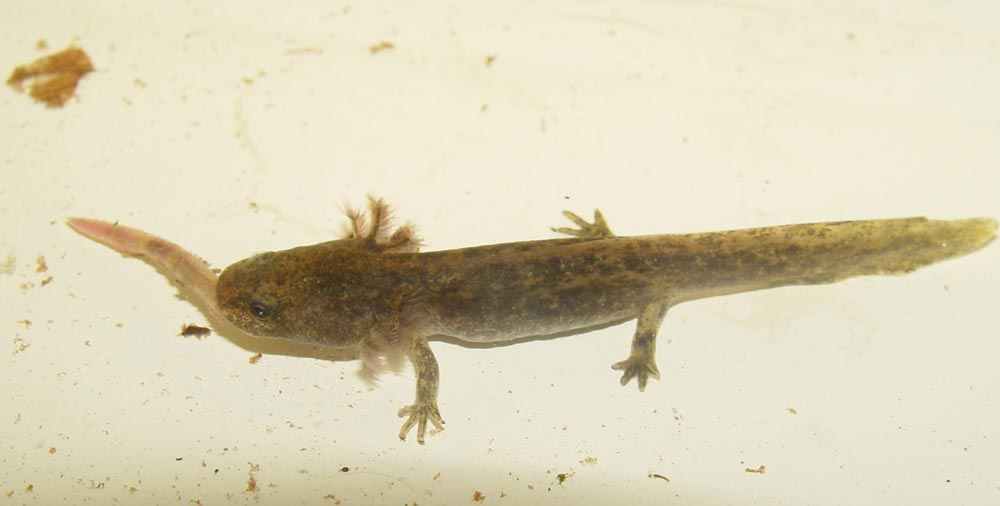
Larve Paradactylodon persicus met worm.

Verdediging

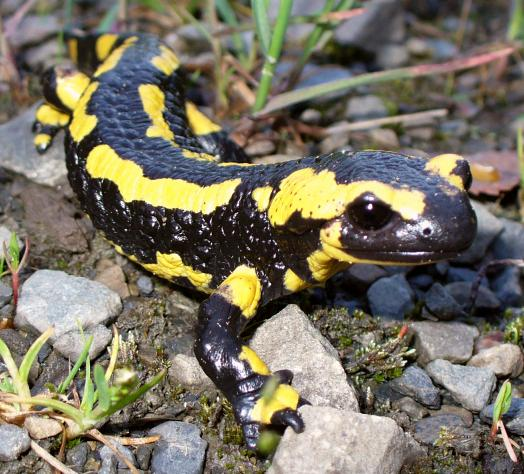
De vuursalamander heeft een zwarte kleur met gele vlekken ter afschrikking.
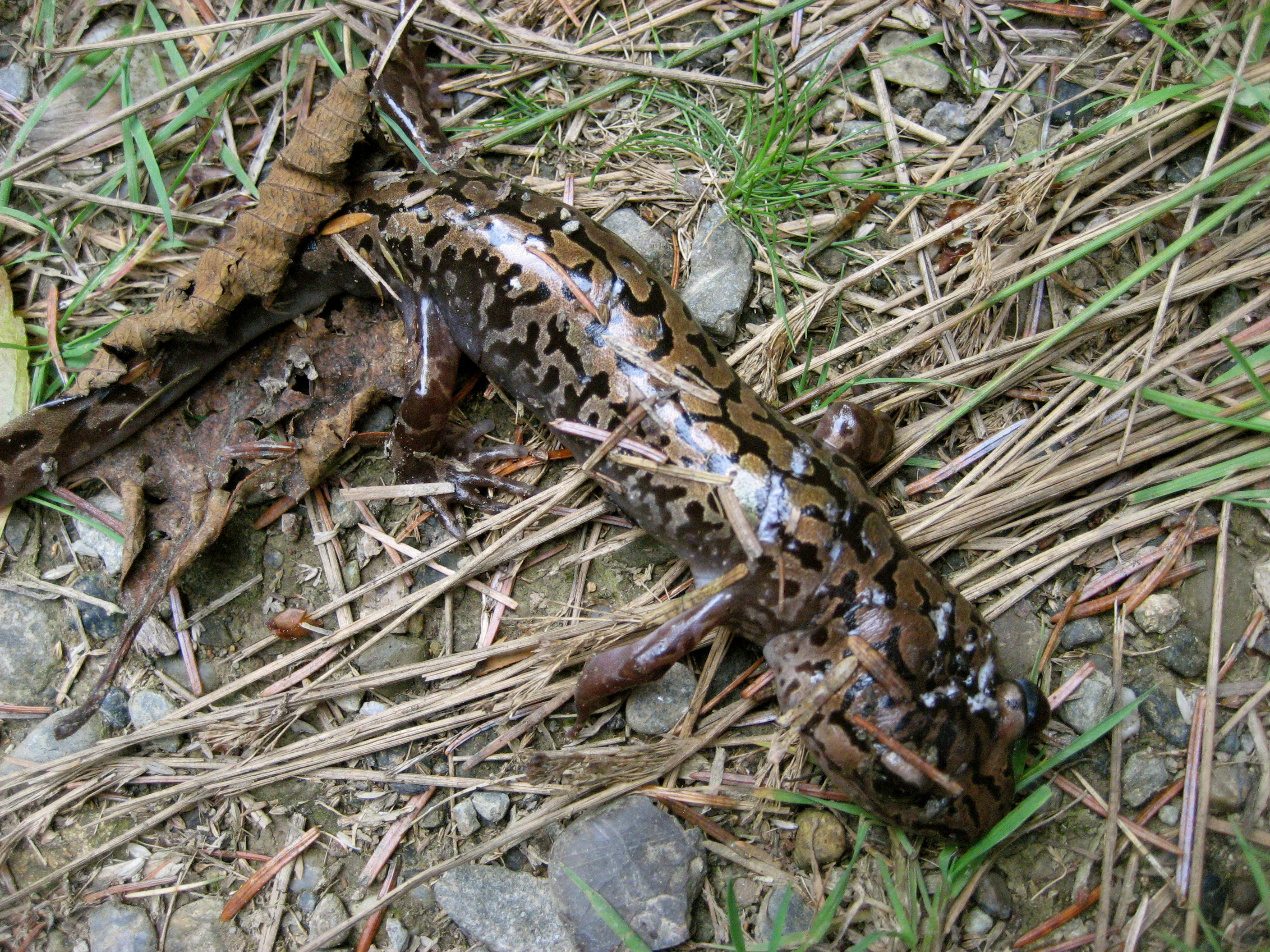
De meeste salamanders (hier de Pacifische reuzensalamander) hebben een goede schutkleur.
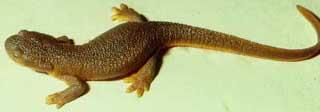
De ruwe salamander is zeer giftig.
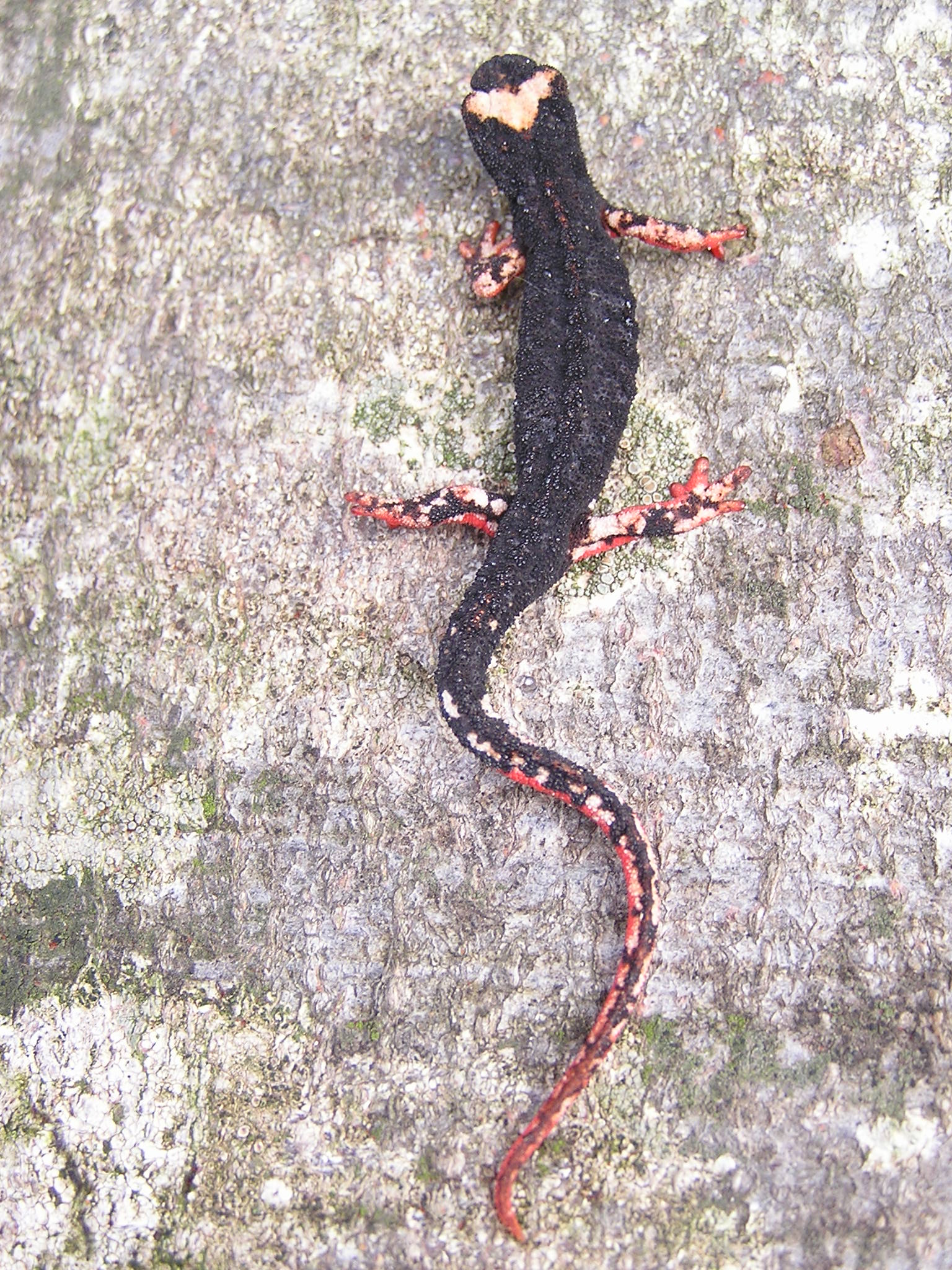
De brilsalamander kent het unkenreflex, dat normaal alleen bij kikkers voorkomt.